# 鈴木謙一 (SEO)
鈴木 謙一（すずき けんいち、Kenichi Suzuki）は、日本のSEO（検索エンジン最適化）の専門家である。
日本のSEO業界における牽引者の一人とされ、SEOに特化したブログとしては日本でもトップクラスの記事数とアクセス数を誇る「海外SEO情報ブログ」を運営している。
また、株式会社Faber Companyの取締役Search Advocateであり、セミナー講師や講演スピーカーを主たる役割にしている。
Google公式の検索セントラルヘルプコミュニティではプロダクトエキスパートに認定され、一般のウェブサイト管理者からのSEO関連の質問、トラブルシューティングをサポートしている。

## 経歴
新潟県上越市出身。新潟大学教育学部英語科卒業。ITトレーナーや情報システム管理者、ヒューマンスキル系社内講師などの会社員を経て33歳ごろに独立。
2007年に「海外SEO情報ブログ」を開設。ブログに目をつけた創業者の古澤暢央に誘われ、2008年に株式会社Faber Companyに入社。最新SEOの情報収集・情報発信、セミナー講師・イベントスピーカー、寄稿などの情報発信を行う。
2009年、メディアサイト「Web担当者Forum」にて連載コラム「海外&国内SEO情報ウォッチ」を開始。
2019年から、世界最大規模のSEOカンファレンス「Pubcon」や「brightonSEO」など複数のSEOカンファレンスにて登壇している。
2024年1月には、検索セントラルヘルプコミュニティでの長年の功績が評価され、アジア太平洋地域では初となるダイヤモンドステータスを付与される。